# Testimoni presencial
Testimoni presencial (títol original: Eyewitness) és una pel·lícula estatunidenca dirigida per Peter Yates, estrenada l'any 1981. Ha estat doblada al català.

## Argument
L'introvertit Darryl Deever(William Hurt) aconsegueix una feina de conserge nocturn en un bloc de pisos. Molt aficionat al vídeo, té per costum gravar les notícies de televisió en les quals apareix Tony Sokolow (Sigourney Weaver), una atractiva reportera per qui sent una atracció irresistible. Quan a l'edifici on treballa és assassinat el seu cap, M. Long, un individu de nacionalitat vietnamita, ella va a cobrir la notícia, i, per despertar el seu interès, Darrill li assegura que ell ho ha vist tot, cosa que tindrà pèssimes conseqüències i posarà en perill la investigació.

## Producció
L'equip de notícies i promoció de fet pertanyien a la cadena de televisió real, WNEW-TV de Nova York, ara coneguda  com la WNYW Fox 5. Diversos empleats de la cadena fan cameos en la pel·lícula. Sigourney Weaver, el pare de la qual Sylvester "Pat" Weaver havia estat un  executiu televisiu, també treballat a  la cadena per tal de guanyar experiència. Avui, tan la  WNYW i la pel·lícula són  propietat de la corporació Fox, 21st Century Fox.
El productor i director Peter Yates i el guionista Steve Tesich havien col·laborat dos anys abans en la pel·lícula Primera volada.
Hum A Mohabbat Karega, un thriller-comèdia de Bollywood del 2000, protagonitzat per Karishma Kapoor i Bobby Deol, estava inspirat en Testimoni presencial.

## Repartiment
- William Hurt: Daryll Deever
- Sigourney Weaver: Tony Sokolow
- Christopher Plummer: Joseph
- James Woods: Aldo Mercer
- Irene Worth: la Sra. Sokolow
- Kenneth McMillan: el Sr. Deever
- Pamela Reed: Linda Mercer
- Albert Paulsen: el Sr. Sokolow
- Steven Hill: Tinent Jacobs
- Morgan Freeman: Tinent Black
- Alice Drummond: la Sra. Eunice Deever
- Sharon Goldman: Israeli Woman
- Chao Li Chi: el Sr. Long